# Ньевес
Ньевес (исп. Pico de las Nieves, буквально — «Снежная вершина») — гора вулканического происхождения на острове Гран-Канария, Канарские острова.
Высота над уровнем моря — 1949 м. Пик расположен в центре острова Гран-Канария и является его второй высшей точкой. Традиционно было установлено, что Пико-де-лас-Ньевес — это максимальная высота острова Гран-Канария, но это неопределенно, поскольку на самом деле это Морро-де-ла-Агухереада с 1956 метрами, который находится рядом с пиком Ньевес.
Зимой вершина часто покрывается снегом, откуда и произошло название.
Восхождение на вершину для профессионалов не составляет труда, гору покоряет множество туристов. Это также самая высокая точка провинции Лас-Пальмас и 32-я по высоте гора на Канарских островах.